# Tour du Jura (France)
Ne doit pas être confondu avec Tour du Jura (Suisse).
Le Tour du Jura est une course cycliste par étapes disputée tous les ans au mois de mai dans le département du Jura. Elle est créée en 2003 sous le nom de Tour du Revermont.

## Chronologie
Auparavant inscrite au calendrier national de la Fédération française de cyclisme, elle intègre le calendrier de l'UCI Europe Tour à partir de 2017, en catégorie 2.2.
L'édition 2020 est annulée en raison de la pandémie de coronavirus.
En septembre 2021, Jura Cyclisme organise pour la 1ère fois de son histoire, deux épreuves cyclistes professionnelles de catégorie UCI Classe 1, parmi les meilleures du circuit international : 
- La Classic Grand Besançon Doubs (3 septembre)[6].
- Tour du Jura (4 septembre)[7].

Depuis 2021, ces deux courses ont lieu le même week-end que le Tour du Doubs afin de former le Triptyque comtois. 
À partir de 2022, le Tour du Jura devient une course de catégorie 1.1 de l'UCI Europe Tour, permettant la présence d'UCI WorldTeams pour une proportion de maximum 50 % des équipes présentes.

## Palmarès
| Année             | Vainqueur                                          | Deuxième                                           | Troisième                                          |                                                    |
| ----------------- | -------------------------------------------------- | -------------------------------------------------- | -------------------------------------------------- | -------------------------------------------------- |
| Tour du Revermont |                                                    |                                                    |                                                    |                                                    |
| 2003              | Xavier Pache                                       | Damien Cigolotti                                   | Francis Mourey                                     |                                                    |
| 2004              | Florian Courrège                                   | Franck Bucci                                       | David De Vecchi                                    |                                                    |
| 2005              | Franck Bucci                                       | Sébastien Besqueut                                 | Romain Berion                                      |                                                    |
| Tour du Jura      |                                                    |                                                    |                                                    |                                                    |
| 2006              | Jean-Charles Sénac                                 | Cyril David                                        | Florian Courrège                                   |                                                    |
| 2007              | Baptiste Fuchs                                     | Aurélien Midey                                     | Thibaut Pinot                                      |                                                    |
| 2008              | Damien Favre-Félix                                 | Gwénaël Rouzet                                     | Oran Locatelli                                     |                                                    |
| 2009              | Sébastien Grédy                                    | Guillaume Vinit                                    | Laurent Colombatto                                 |                                                    |
| 2010              | Émilien Viennet                                    | Jérémy Laby                                        | Nicolas Ougier                                     |                                                    |
| 2011              | Yoann Michaud                                      | Frédéric Talpin                                    | François Bailly-Maître                             |                                                    |
| 2012              | Laurent Colombatto                                 | Nicolas Roux                                       | Frédéric Brun                                      |                                                    |
| 2013              | Erwan Brenterch                                    | Guillaume Martin                                   | Alo Jakin                                          |                                                    |
| 2014              | Sébastien Fournet-Fayard                           | François Bidard                                    | Adrien Legros                                      |                                                    |
| 2015              | Pierre Bonnet                                      | Mikel Aristi                                       | Anass Aït El Abdia                                 |                                                    |
| 2016              | Léo Vincent                                        | Romain Bacon                                       | Nans Peters                                        |                                                    |
| 2017              | Thomas Degand                                      | Fausto Masnada                                     | Guillaume Martin                                   |                                                    |
| 2018              | Carl Fredrik Hagen                                 | Kobe Goossens                                      | Chris Harper                                       |                                                    |
| 2019              | Kobe Goossens                                      | Christian Scaroni                                  | Jérémy Cabot                                       |                                                    |
| 2020              | Édition annulée à cause de la pandémie de Covid-19 | Édition annulée à cause de la pandémie de Covid-19 | Édition annulée à cause de la pandémie de Covid-19 | Édition annulée à cause de la pandémie de Covid-19 |
| 2021              | Benoît Cosnefroy                                   | Simone Velasco                                     | Valentin Madouas                                   |                                                    |
| 2022              | Ben O'Connor                                       | Jesús Herrada                                      | Axel Zingle                                        |                                                    |
| 2023              | Kévin Vauquelin                                    | Thibaut Pinot                                      | Guillaume Martin                                   |                                                    |
| 2024              | David Gaudu                                        | Jordan Jegat                                       | Guillaume Martin                                   |                                                    |
| 2025              | Guillaume Martin-Guyonnet                          | Clément Berthet                                    | José Manuel Díaz                                   |                                                    |